# Solanum jamaicense
Solanum jamaicense là loài thực vật có hoa trong họ Cà. Loài này được Mill. miêu tả khoa học đầu tiên năm 1768.